# Kapelle Santa Reparata
Die Kapelle Santa Reparata stammt aus dem 9. Jahrhundert und liegt bei l’Albitru, nördlich der D60 bei Bonifacio auf der französischen Insel Korsika. Das vorromanische Bauwerk wurde 1983/84 restauriert.
Die Mauern der einschiffigen turmlosen Kapelle bestehen aus Granit und Kalkstein. Über dem Portal befindet sich ein Türsturz mit Kreuz. Zwei Fabelwesen sind darüber in Flachrelief gemeißelt. Licht dringt durch zwei schießschartenartige Fenster oder die geöffnete Tür ein. Die halbrunde Apsis besitzt noch den ursprünglichen Dachbelag aus Granitschindeln (Teghie).

Kapelle Santa Reparata
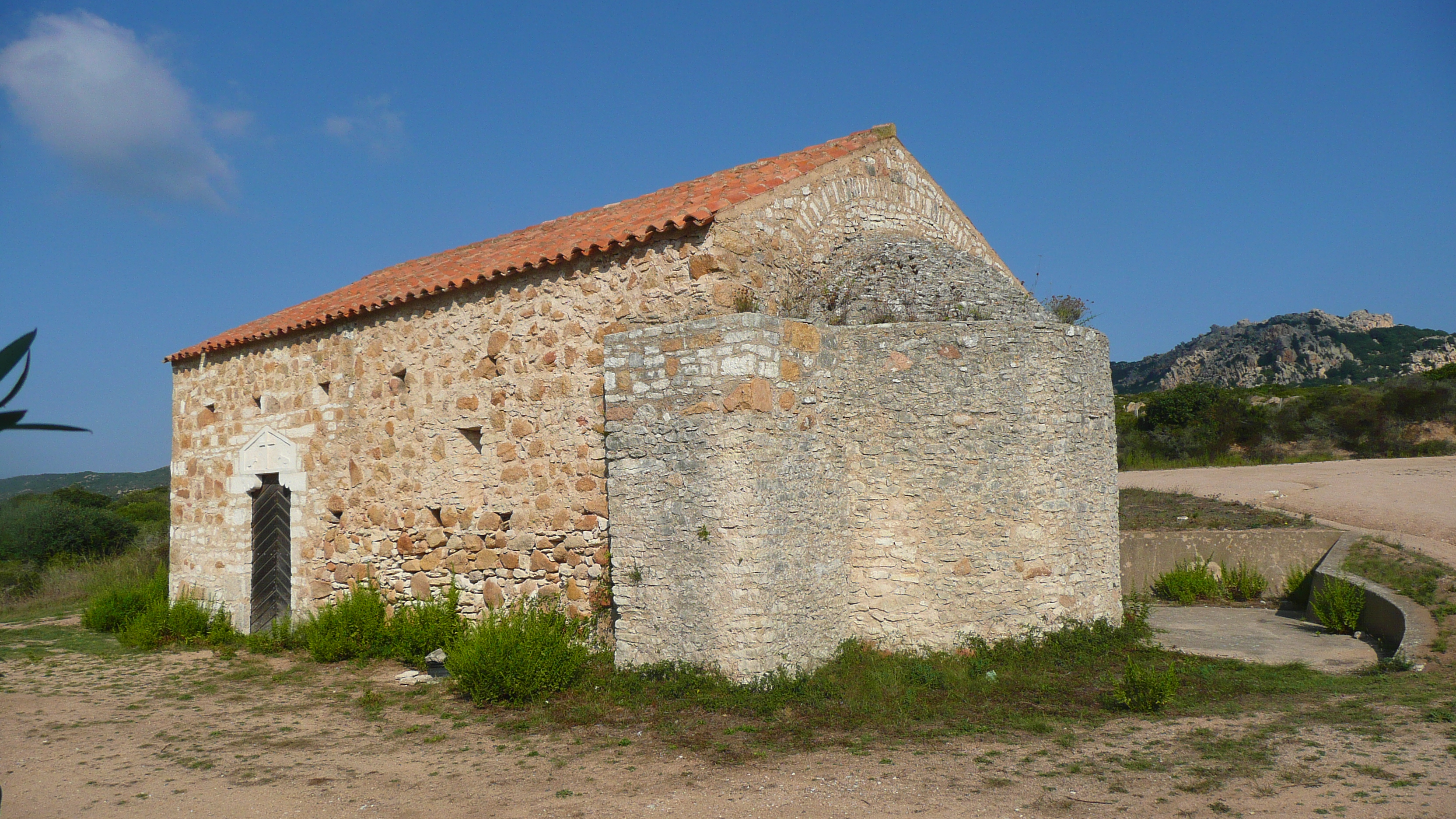
Santa Reparata
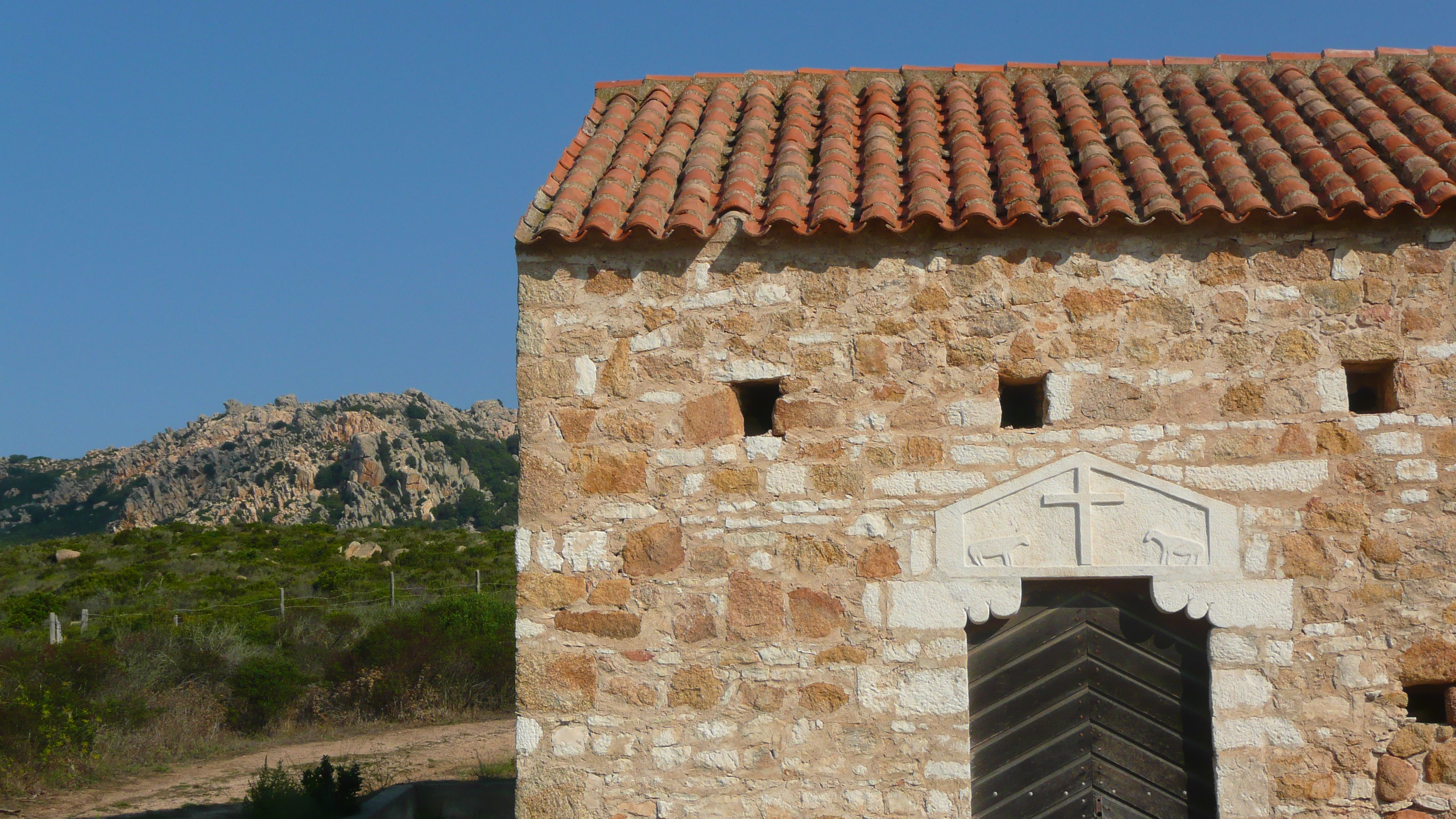
Eingangsseite
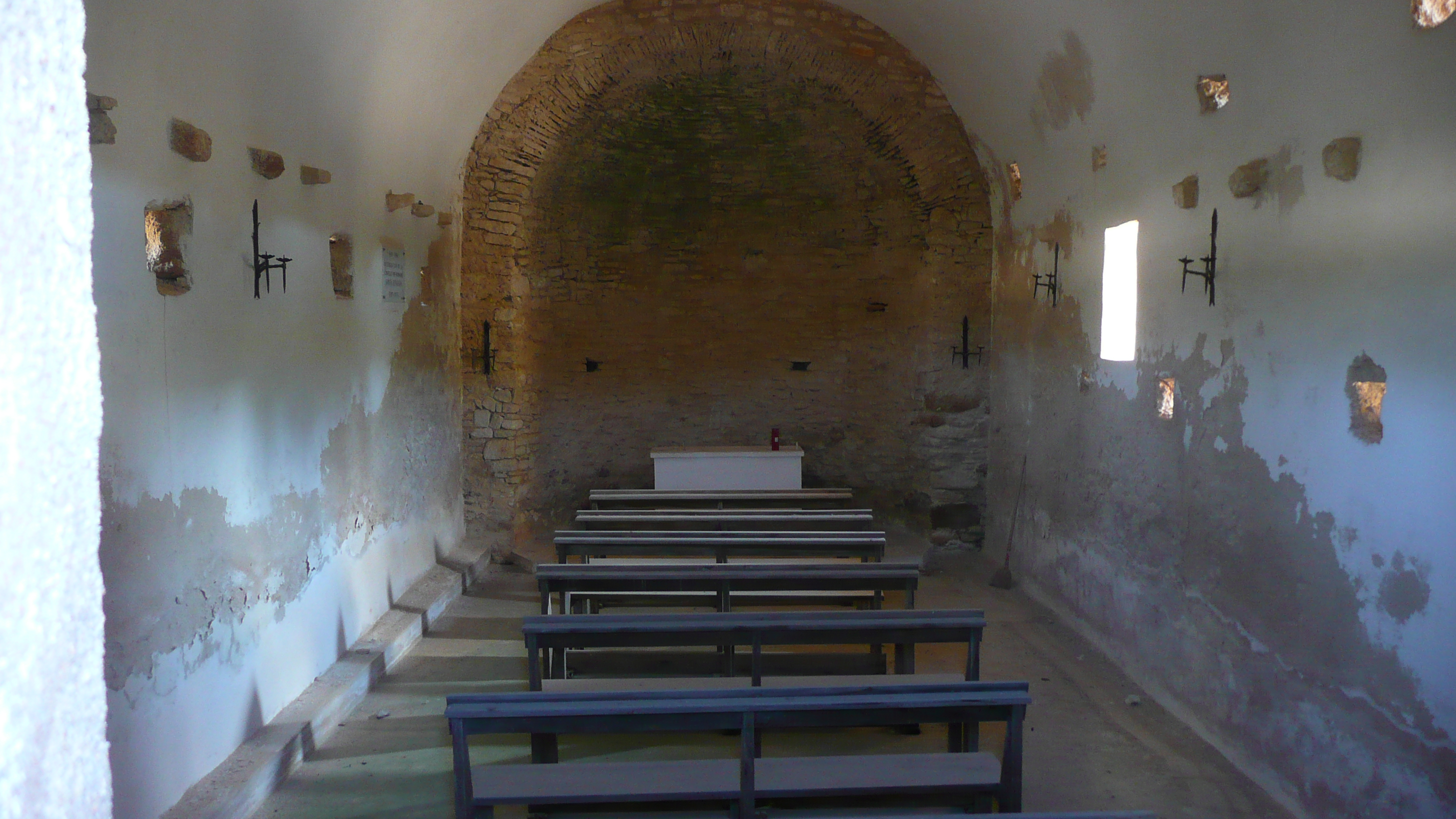
Blick ins Innere
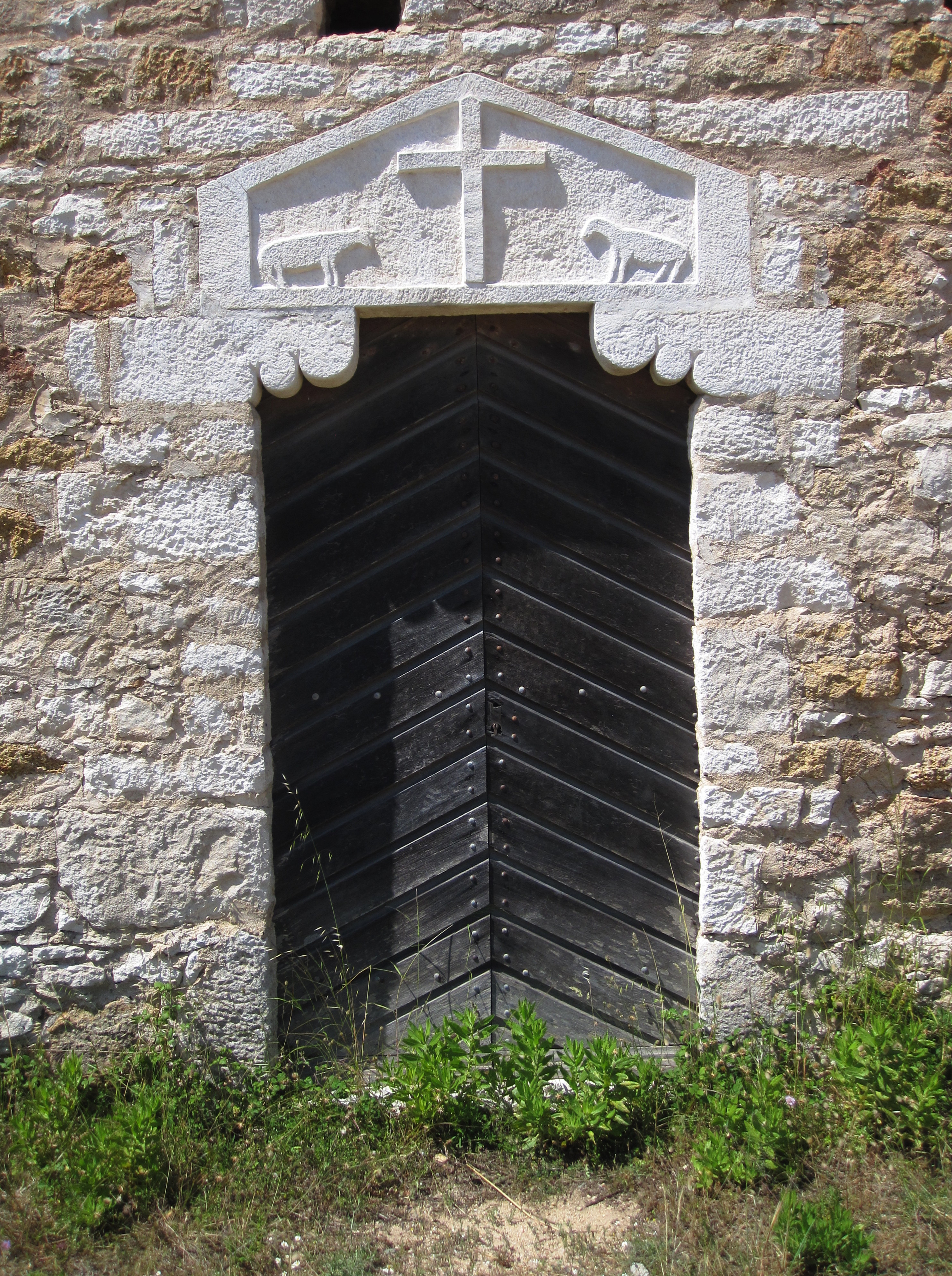
Eingang